# Championnat de beach soccer de la CONCACAF
Le Championnat de beach soccer de la CONCACAF est la principale compétition de beach soccer de CONCACAF. Le premier championnat se tient en mars 2005 avec des nations de la CONMEBOL. En 2007 a lieu un nouveau championnat commun.

## Histoire
En 2009, six équipes participent à l'évènement dont les Bahamas en nouveau venu. Le Salvador remporte l'épreuve pour la première fois, le Costa Rica réussi lui à terminer deuxième et à obtenir une place pour la Coupe du monde de beach soccer pour la première fois au profit des hôtes Mexicain. En 2010, Puerto Vallarta renouvelle son accord avec la Beach Soccer Worldwide pour accueillir la compétition pour la troisième année consécutive.

## Palmarès

### Par nation
Les éditions 2005 et 2007 jouées avec des nations de la Confédération sud-américaine ne sont pas prises en compte.
| Nation     | Vainqueur                | 2e                 | 3e                       |
| ---------- | ------------------------ | ------------------ | ------------------------ |
| Mexique    | · 2008, 2011, 2015, 2019 | · 2017, 2023       | · 2009, 2013             |
| Salvador   | · 2009, 2021, 2025       | · 2008, 2011, 2013 | · 2015, 2017, 2019, 2023 |
| États-Unis | · 2006, 2013, 2023       | · 2019, 2021       | · 2008, 2011, 2025       |
| Panama     | · 2017                   | -                  | -                        |
| Costa Rica | -                        | · 2009, 2015       | · 2006                   |
| Guatemala  | -                        | · 2025             | · 2021                   |
| Canada     | -                        | · 2006             | -                        |

### Par édition

#### Championnats CONCACAF-CONMEBOL
| Édition | Lieu                | Finale     | Finale | Finale    | 3e place   | 3e place | 3e place  |
| Édition | Lieu                | Champion   | Score  | Finaliste | 3e         | Score    | 4e        |
| ------- | ------------------- | ---------- | ------ | --------- | ---------- | -------- | --------- |
| 2005    | plage de Copacabana | Brésil     | 5 – 2  | Uruguay   | États-Unis | 4 – 2    | Argentine |
| 2007    | Acapulco            | États-Unis | 4 – 3  | Uruguay   | Argentine  | 6 – 5    | Mexique   |

#### Championnats CONCACAF
| Édition | Lieu            | Finale     | Finale   | Finale     | 3e place   | 3e place | 3e place   |
| Édition | Lieu            | Champion   | Score    | Finaliste  | 3e         | Score    | 4e         |
| ------- | --------------- | ---------- | -------- | ---------- | ---------- | -------- | ---------- |
| 2006    | Puntarenas      | États-Unis | -        | Canada     | Costa Rica | -        | Mexique    |
| 2008    | Puerto Vallarta | Mexique    | -        | Salvador   | États-Unis | -        | Costa Rica |
| 2009    | Puerto Vallarta | Salvador   | 6 – 3    | Costa Rica | Mexique    | 5 – 4    | États-Unis |
| 2011    | Puerto Vallarta | Mexique    | 5 – 3    | Salvador   | États-Unis | 7 – 5    | Costa Rica |
| 2013    | Nassau          | États-Unis | 5 – 4 ap | Salvador   | Mexique    | 8 – 7    | Costa Rica |
| 2015    | Costa del Sol   | Mexique    | 4 – 0    | Costa Rica | Salvador   | 5 – 2    | États-Unis |
| 2017    | Nassau          | Panama     | 4 – 2    | Mexique    | Salvador   | 7 – 2    | Guadeloupe |
| 2019    | Puerto Vallarta | Mexique    | 6 – 2    | États-Unis | Salvador   | 8 – 3    | Panama     |
| 2021    | Alajuela        | Salvador   | 6 – 4    | États-Unis | Guatemala  | 5 – 2    | Mexique    |
| 2023    | Nassau          | États-Unis | 5 – 0    | Mexique    | Salvador   | 3 – 2    | Bahamas    |
| 2025    | Nassau          | Salvador   | 2 – 1    | Guatemala  | États-Unis | 6 – 2    | Bahamas    |

### Trophées individuels
| Édition | Meilleur joueur     | Meilleur buteur     | Meilleur buteur | Meilleur gardien |
| Édition | Meilleur joueur     | Nom                 | Nbr             | Meilleur gardien |
| ------- | ------------------- | ------------------- | --------------- | ---------------- |
| 2005    |                     |                     |                 |                  |
| 2006    |                     |                     |                 |                  |
| 2007    |                     |                     |                 |                  |
| 2008    |                     |                     |                 |                  |
| 2009    |                     | Agustín Ruiz        |                 |                  |
| 2010    | Francisco Velásquez | Francisco Velásquez | 12 buts         |                  |
| 2012    | Agustín Ruiz        |                     |                 |                  |